# Berchemia zeyheri
Berchemia zeyheri là một loài thực vật có hoa trong họ Táo. Loài này được (Sond.) Grubov mô tả khoa học đầu tiên năm 1949.